# موندروكو

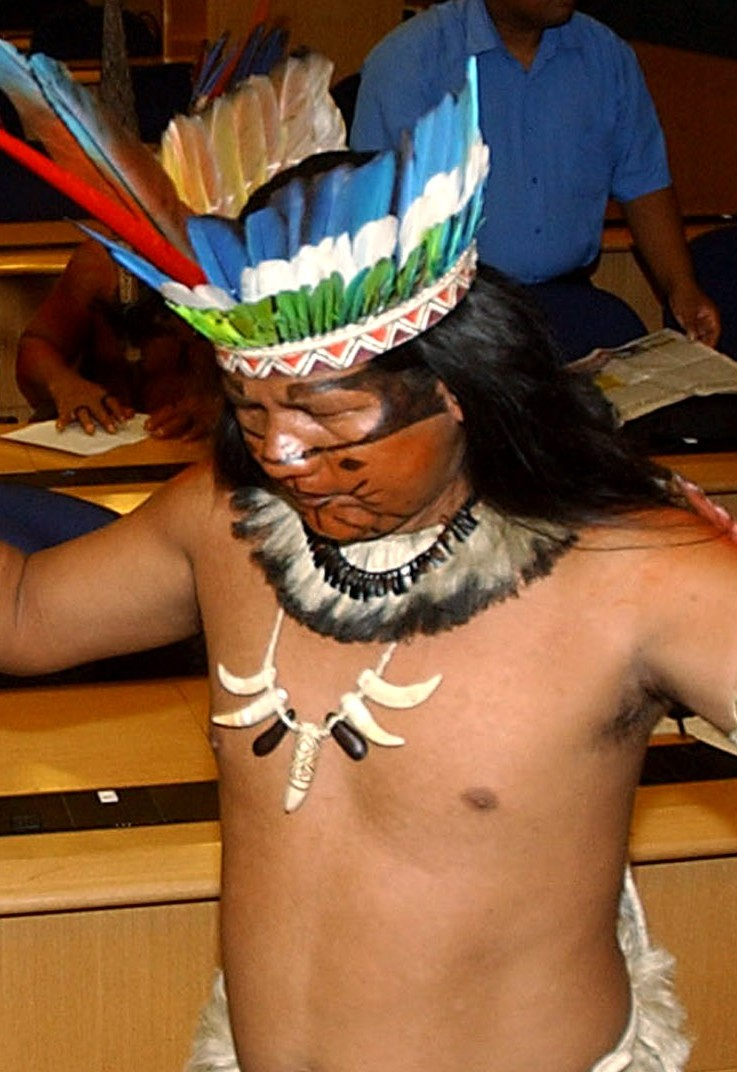
زعيم في قبيلة موندروكو

موندروكو Mundrucu أو موندوروكو Mundurucu أو ووي جوغو Wuy Jugu، هي إحدى قبائل السكان الأصليين للبرازيل وتعيش في حوض نهر الأمازون. تعد بعض تجمعات موندروكو جزءًا من أراضي كوا لارانجال الأصلية. قدر عدد سكانهم في عام 2014 بمجموع 13,755 نسمة.

## التاريخ
تاريخيا، كان إقليم موندوروكو، الذي يدعى موندوروكانيا Mundurukânia في القرن التاسع عشر، يقع وادي نهر تاباجوس. في عام 1788، هزموا تماما أعدائهم القدماء قبيلة موراس. بعد 1803 عاشوا في سلام مع البرازيليين.
يعيش موندوروكو في جنوب غرب ولاية بارا على طول نهر تاباجوس وروافده في بلديات سانتاريم وإيتايتوبا وجاكاريكانغا، وفي شرق ولاية أمازوناس على طول نهر كانوما في بلدية نوفا أوليندا وبلدية بوربا، وفي شمال ولاية ماتو غروسو في منطقة نهر بيشيس في بلدية جوارا. وهي تسكن عادة مناطق الغابات على هوامش الأنهار الصالحة للملاحة، وتقع قراها التقليدية في «حقول تاباجوس»، وهي عبارة عن قطع من السافانا داخل غابات الأمازون المطيرة. أكبر الأعداد تعيش في إقليم موندوروكو الهندي، وتقع معظم القرى على طول نهر كورورو، أحد روافد تاباجوس. 
اليوم تواجه مواطن موندوروكو تهديدات السدود في مجمع تاباجوس الكهرومائي، وعمليات التنقيب عن الذهب غير القانوني، وبناء الممرات المائية الجديدة على نهر تاباجوس. وسيؤدي خزان سد تشاكوراو المقترح على نهر تاباجوس إلى إغراق 18,700 هكتار (46,000 فدان) من إقليم موندوروكو الهندي.  وكذلك فإن خزان سد ساو لويز دو تاباجوس المقترح سيغرق حوالي 7٪ من أراضي ساوري مويبو الهندية. 

## الاسم
يعرف موندوروكو أيضا بأسماء أخرى، مثل مايتابو، كارا بريتا، بينما يسمون أنفسهم هو ووي جوغو Wuy Jugu. يقول التاريخ الشفوي إن اسم «مودوروكو» أتى من أعداءهم من شعب بارينتينتين ويعني «النمل الأحمر»، وأتى إلى طريق هجوم الموندوروكو بشكل جماعي.
لغة موندوروكو هي جزء من عائلة لغة توبي.

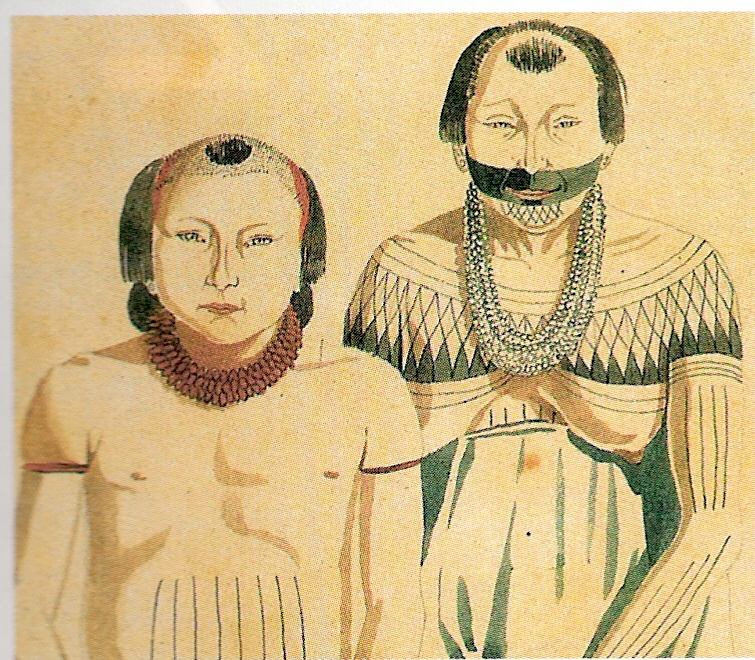
هنود موندروكو، رسم هركول فلورنس، 1828.